# Varkenshaas

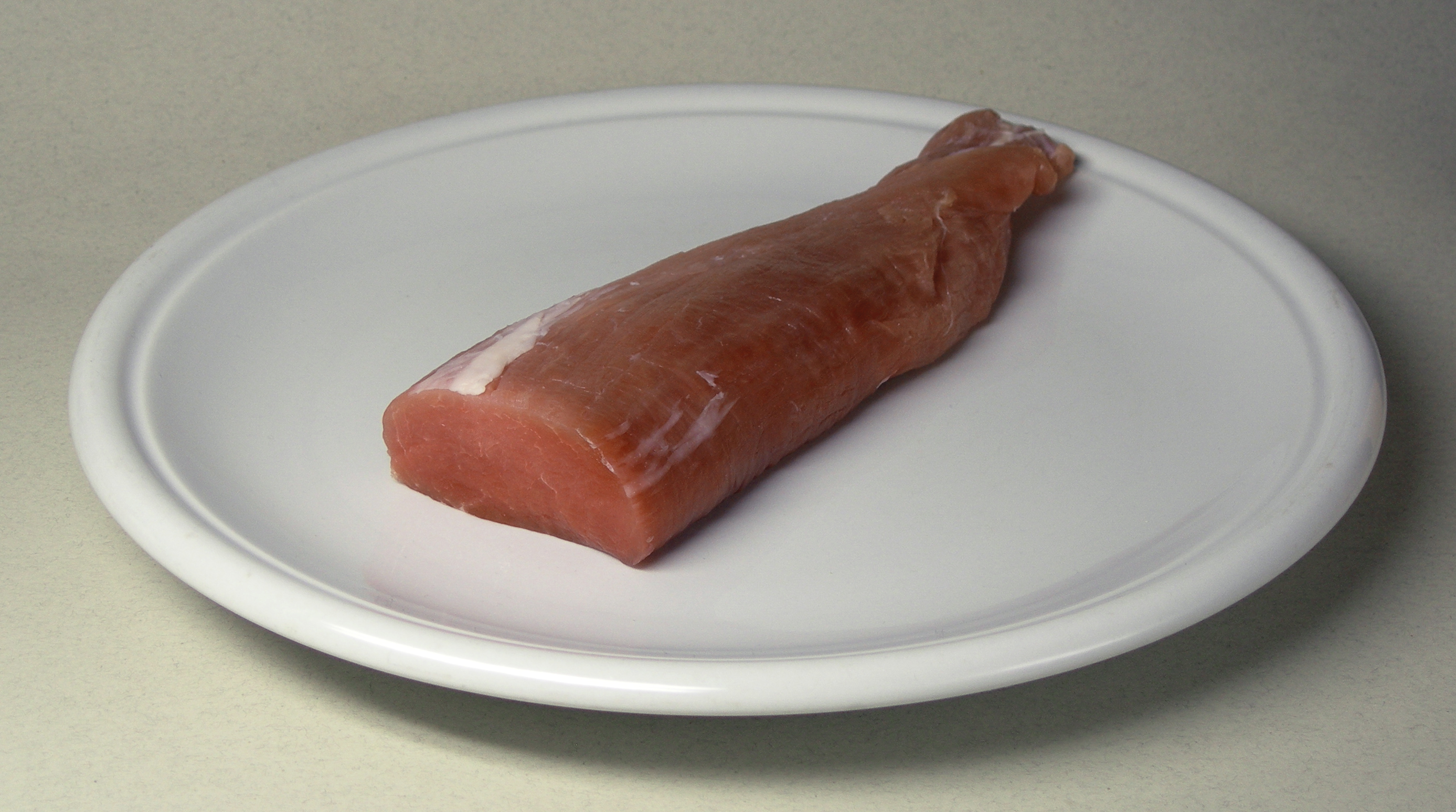
Een halve varkenshaas

Varkenshaas is de meest malse spier van het varken, die zich in de rug van een varken bevindt. Het is een schuin toelopend stukje vlees.
Hij bestaat uit een kop, een dik gedeelte en een relatief dun uiteinde. De kophaas is het goedkoopst en wordt veel voor saté gebruikt, het middelste gedeelte is het duurst. Meestal wordt dit gedeelte rosé gebraden (rosé = net aan gaar). Snijdt men de varkenshaas in plakken van circa 2 centimeter dikte, dan krijgt men varkensmedaillons, waarvoor vele recepten bestaan.
Een bekend gerecht is gebakken varkenshaas in roomsaus.

## Naam
De naam haas heeft de betekenis van 'beste stuk' en verwijst naar het beste stuk van het afschot, dat de jager kreeg als beloning.

## Voedingswaarde
Per 100 g onbereid:
- Energie: 119 kcal
- Eiwit: 22,8 gram
- Vet: 3,1 gram
- Koolhydraten: 0 gram
- IJzer: 0,3 milligram